# Eva Eggebrecht
Pour les articles homonymes, voir Eggebrecht.
Eva Eggebrecht, née Kühnert le 8 décembre 1933 à Leukersdorf dans les monts Métallifères (Europe centrale), morte le 24 janvier 2021 à Hildesheim, est une égyptologue allemande et une collaboratrice de musée.

## Biographie

### Famille, formation
Eva Kühnert est la première enfant de la famille Kühnert de Leukersdorf dans les Monts Métallifères. C'est là qu'elle va à l'école primaire pendant la Seconde Guerre mondiale et plus tard au lycée de Stolberg. Après s'être installée à Düsseldorf, elle y passe son baccalauréat au Luisen-Gymnasium Düsseldorf. Elle étudie ensuite l'histoire de l'art, la philologie anglaise et l'archéologie à l'université Ludwig-Maximilian de Munich, et entre-temps aussi à Göttingen et l'université de Vienne.
En plus de guider des voyages scientifiques, notamment en Égypte, elle travaille temporairement comme traductrice pour le service fédéral de renseignement afin de financer ses études. En 1969, elle obtient le titre de docteur en philosophie avec une thèse sur le thème : La hache comme arme et outil dans l'Égypte ancienne.
Pendant ses études, elle fait la connaissance de l'égyptologue Arne Eggebrecht, qu'elle épouse en 1966. Eva et Arne Eggebrecht sont les parents du développeur de jeux vidéo Julian Eggebrecht.
En 1974, la famille Eggebrecht part pour Hildesheim où Arne Eggebrecht y travaille comme directeur de 1975 à 1984, puis comme directeur en chef du « Roemer- und Pelizaeus-Museum » de Hildesheim jusqu'en 2000.

### Profession
Eva Eggebrecht travaille d'abord et publie les textiles du « Roemer- und Pelizaeus-Museum ». Elle planifie et gère, avec Arne Eggebrecht et d'autres collaborateurs, les grandes expositions spéciales égyptiennes du Roemer- und Pelizaeus-Museum :
- Akhenaton-Néfertiti-Toutânkhamon (1976),
- Dieux et Pharaons (1979),
- Le pays du Nil : Tapisseries d'Harrania (1979),
- L'Égypte, fascination et aventure (1982),
- L'Égypte, puissance mondiale (1987).

Elle participe également à la planification et à la création d'expositions sur d'autres thèmes, comme :
- Sumer-Assur-Babylone (1978),
- Trésors d'art de Chine (1981),
- Trésors artistiques du Nigeria ancien (1983),
- Albanie - Trésors du pays des Skipetars (1988),
- Les Mongols et leur Empire mondial (1989),
- Le monde des Mayas : trésors archéologiques de trois millénaires (1992),
- La Chine, un berceau de la culture mondiale (1994),
- Royaumes engloutis d'Indonésie (1995).

Pour l'exposition sur le Nigeria ancien en 1983, après le décès soudain du directeur du Roemer-Museum Walter Konrad, elle termine de manière autonome, en pleine préparation de l'exposition, le catalogue Trésors artistiques du Nigeria ancien qu'il avait seulement commencé.
En outre, elle a traduit en allemand plusieurs publications spécialisées, par exemple :
- Brain de Jongh : Griechenland, Festland und Peloponnes (1977). (1974),
- Charles Burney et David : Die Bergvölker Vorderasiens - Arménien et Caucase von der Vorzeit bis zum Mongolensturm, (1975),
- Robin Fedden, Ägypten Fünftausend Jahre Niltal, (1978),
- John Baines et Jaromir Málek : Atlas mondial des civilisations anciennes : Égypte, (1980),
- Yigael Yadin : Le Rouleau du Temple - La Torah cachée de la Mer Morte, (1985),
- Thomas Dickey, Vance Muse et Henry Wieneck, Les Rois-Dieu du Mexique, (1989)
- Robert Bianchi, Le Dictum du professeur Bernard V. Bothmer, (2001).

Pendant de nombreuses années, elle est étroitement associée à la planification du nouveau musée égyptien à Al-Minya en Moyenne-Égypte.

### Activités bénévoles
Après le décès de son mari Arne en 2004, Eva Eggebrecht continue à entretenir des liens étroits avec le musée et participe bénévolement en tant que conseillère à certaines des dernières expositions comme Le code d'Archimède en 2012 et L'origine du monde en 2014. Elle est également engagée à la fois dans le cercle d'amis du Musée égyptien Wilhelm Pelizaeus et dans l'association du Musée Akhenaton Al-Minya, dont elle est la présidente jusqu'à sa mort. Elle n'a pas pu mener à bien son dernier projet, la traduction en anglais des inscriptions du département égyptien du Roemer- und Pelizaeus-Museum, en raison d'une grave maladie.

## Publications
- Eva Kühnert-Eggebrecht, Die Axt als Waffe und Werkzeug im Alten Ägypten, B. Hessling, Berlin 1969, (de) « Publications de et sur Eva Eggebrecht », dans le catalogue en ligne de la Bibliothèque nationale allemande (DNB)..
- Eva Eggebrecht (éd.), Zwischen Morgen und Abendland – Spätantike und koptische Textilien aus dem Besitz des Pelizaeus-Museum Hildesheim, (= Hildesheimer Miniaturen. Band 4), Bernward-Verlag 1975,  (ISBN 3-87065-011-7).
- Eva Eggebrecht, Corpus Antiquitatum Aegyptiacarum, Roemer- und Pelizaeus-Museum Hildesheim. Lieferung 2, Spätantike und Koptische Textilien. Lose-Blatt-Katalog ägyptischer Altertümer. 1978.
- Arne Eggebrecht (éd.), Eva Eggebrecht, Saskia Hoffmann (Autoren), Das Land am Nil: Bildteppiche aus Harrania, von Zabern, Mainz, 1979,  (ISBN 3-8053-0423-4).
- Eyo Ekpo, Frank Willett (éd.), Beiträge u. a. von Eva Eggebrecht, Kunstschätze aus Alt-Nigeria, (= Katalog zur Ausstellung im Roemer- und Pelizaeus-Museum Hildesheim vom 5. Juni – 23. Oktober 1983), von Zabern, Mainz, 1983,  (ISBN 3-8053-0738-1).
- Arne Eggebrecht (éd.), Beiträge von Eva Eggebrecht, Ulf Bankmann, Glanz und Untergang des alten Mexiko: Die Azteken und ihre Vorläufer, (= Katalog zur Ausstellung im Roemer- und Pelizaeus-Museum Hildesheim vom 30. Juni – 9. November 1986). von Zabern, Mainz, 1986,  (ISBN 3-8053-0908-2).
- Arne Eggebrecht (éd.), Eva Eggebrecht (rédaction), Ägyptens Aufstieg zur Weltmacht, von Zabern, Mainz, 1987,  (ISBN 3-8053-0964-3).
- Arne Eggebrecht (éd.), Eva Eggebrecht (contributions), Das alte Ägypten – 3000 Jahre Geschichte und Kultur des Pharaonenreiches, Bertelsmann, 1988,  (ISBN 3-570-04418-1).
- Eva Eggebrecht (éd.), Ägypten, Faszination und Abenteuer, von Zabern, Mainz, 1990,  (ISBN 3-8053-0592-3).
- Eva et Arne Eggebrecht, Nikolaus Grube (éd.), Die Welt der Maya – Archäologische Schätze aus drei Jahrtausenden, (= Katalog zur Ausstellung im Roemer- und Pelizaeus-Museum Hildesheim vom 14. Juli – 29. November 1992), von Zabern, 1992,  (ISBN 3-8053-1293-8).
- Arne et Eva Eggebrecht (éd.), Versunkene Königreiche Indonesiens, von Zabern, Mainz, 1995,  (ISBN 3-8053-1808-1).
- Eva Eggebrecht, Arne Eggebrecht, Ines Paolo de Castro (éd.), Maya’amaq‘= Mundo maya, Guatemala, Cholsamaj 2001,  (ISBN 99922-56-41-9).
- Nikolai Grube, Eva Eggebrecht, Mattias Seidel (éd.), Maya: Divine Kings of the Rainforest, Könemann, Köln 2001,  (ISBN 3-8290-4150-0).
- Eva Eggebrecht, Katja Lembke, « Das neue Minya-Museum – Ägyptens neue Pyramide » dans : in der Verbandszeitschrift ägyptischer Museen dans : aMun. Magazin für die Freunde Ägyptischer Museen und Sammlungen, 2006, Heft 29 ().
- Robert Bianchi, Eva Eggebrecht (éd.), Monreal Agustí, Illuis (éd.), Egipto milenario: Vida cotidiana en la época de los faraones, Barcelone, 1998, no 82.